# Ablemma lempake
Ablemma lempake là một loài nhện trong họ Tetrablemmidae.
Loài này thuộc chi Ablemma. Ablemma lempake được Lehtinen miêu tả năm 1981.